# Smeden og Bageren
Smeden og Bageren er et digt af Johan Herman Wessel. Det er en humoristisk fortælling, som kritiserer retsvæsenet og manglen på fornuft i samfundet. Digtet blev skrevet i 1770'erne og trykt for første gang i 1784 i Wessels ugeblad på vers, Votre Serviteur Otiosis.

## Handling
Handlingen finder sted i en lille by, hvor der bor to bagere og en smed. Smeden dræber en mand og bliver stillet for retten. Fire af borgerne i byen siger til dommeren, at der kun er én smed i byen, og derfor bør dommeren lade smeden gå. Siden byen har to bagere, og den ene er gammel og skrøbelig, er det bedre at han bliver straffet i stedet for smeden. Og sådan går det: Bageren bliver uskyldig dømt til døden, mens den skyldige smed får lov at gå. Altså: (i stedet) "for Smed at rette Bager".
Moralen i fortællingen er, at man altid skal være forberedt på døden. Moralen kan ses som en parodi på Ludvig Holberg, hvis komedier altid afsluttes med en morale, som læseren/tilskueren lærer noget af.
Flere steder i digtet henvender forfatteren sig til læseren med spøjse personlige bemærkninger. 

## Tidlige versioner af historien
Flere beretninger fra Orienten giver os anekdoten i en oprindeligere form. Eunukken Karakush (d. 1201) var under sultan Saladdin (d. 1193) en af Egyptens mægtigste mænd. En indædt fjende af Karakush, ibn Mammati, forfattede et smædeskrift, hvori han fremstillede Karakush som den rene idiot. Figuren Karagöz (= Sortøjet) i tyrkisk skyggeteater har delvis sit ophav i denne fremstilling af en af ibn Mammatis anekdoter forlød det, at staldkarlen hos Karakush havde begået et mord. Da drabsmanden var beslagsmed, fandt Karakush hurtigt ud af, at ham kunne han ikke skille sig af med. I stedet fik han en bur-fabrikant hængt for drabet. Her er det igen en smed, der undgår en lovmæssig dødstraf. Pointen er dog kun halvt gennemført, idet bur-fabrikanten er en helt tilfældig syndebuk, simpelthen fordi  han var den, tyrannen først fik øje på. 
Den arabiske forfatter Nuwairi (1279 - 1332) fortæller om Djengis Khans sønnesøn Hulagu Khan  som døde i 1265 efter at have raseret Bagdad: En væver, der fremstillede guldbroderet klæde, slog øjet ud på en mand i et slagsmål. Offeret klagede sagen ind for Hulagu, der lod den skyldige gå fri - men til gengæld lod et øje rive ud på en helt uskyldig pilefabrikant. Det begrundede khanen med, at væveren behøvede begge sine øjne til arbejdet, mens en pilesmed kun har brug for ét øje - eftersom han lukker det andet, når han undersøger, om pilen er lige.  I denne version er der ikke tale om dødsstraf, men om lemlæstelse; og pointen er videreudviklet til at dreje sig om den skyldiges uundværlighed modsat offerets undværlighed. I denne form kendes også de senere, spanske versioner fra 1600-tallet, samt en fransk fortælling hos Antoine Le Metel d’Ouville. 